# Nagy Lajos (labdarúgó, 1975)
Nagy Lajos (Székesfehérvár, 1975. december 17. –) magyar bajnok labdarúgó, középpályás.

## Pályafutása
A Videoton nevelése. 1994-ben kölcsönben szerepelt a Bakonycsernyében, majd a katonai szolgálata alatt a Honvéd Szondi Velence játékosa volt. 1995–96-ban a Parmalat, 1996 és 1998 között a Gázszer, 1999 tavaszán a Videoton labdarúgója volt. 1999 és 2007 között a Zalaegerszegi TE csapatában szerepelt és tagja volt a 2001–02-es bajnokcsapatnak. 2007 és 2010 között a BFC Siófok, 2010 tavaszán az osztrák Leibnitz Flavia Solva játékosa volt. 2010 és 2013 között a másodosztályú Ceglédi VSE, 2013 és 2015 között a biatorbágyi Viadukt SE, 2015-ben az Aba-Sárvíz labdarúgója volt.
1995 és 2009 között 302 élvonalbeli mérkőzésen szerepelt. 

## Sikerei, díjai
Zalaegerszegi TE
- Magyar bajnokság
  - bajnok: 2001–02